# Volker Felgenhauer
Volker Felgenhauer (* 24. Dezember 1965 in Würzburg) ist ein deutscher Komponist.

## Leben
Volker Felgenhauer studierte Violine am Hermann-Zilcher-Konservatorium, danach an der Hochschule für Musik Würzburg Viola sowie Komposition bei Bertold Hummel und Ulrich Schultheiss. Kurse besuchte er bei Theo Brandmüller und Martin Christoph Redel. Seit 1992 lebt er als Komponist, Musikpädagoge und Kammermusiker in Nürnberg.

## Ehrung
- 1997 Kulturförderpreis der Stadt Würzburg[2]

## Kompositionen

### Bühnenwerke
- Waldwiehnächt im Schwarzwald op. 18 (1997). Kinderoper. Libretto: Gerhard Jung. UA 13. Dezember 1997 Lörrach (St. Peter)
- Das erste Gebot op. 37 (2009). Biblische Szenen. UA 14. November 2009 Fürth (Auferstehungskirche; 46. Fürther Kirchenmusiktage). Sirka Schwartz-Uppendieck (Klavier), Thomas Schumann (Orgel), Axel Dinkelmeyer, Radek Szarek (Schlagzeug), Manuela Liszewski, Dirk Lambrecht (Tanz)

### Vokalwerke
für Solostimme und 2 Instrumente
- Das rote Tuch (2007). Filmmusik. Aufnahme (2007): Renate Kaschmieder (Mezzosopran), Axel Dinkelmeyer (Schlagzeug), Sirka Schwartz-Uppendieck (Orgel)
- Am Fluss (op. 41, 2012). Text: Michael Herrschel. UA 16. November 2012 Stein (Paul-Gerhardt-Kirche; 49. Fürther Kirchenmusiktage). Monika Teepe (Sopran), Laurence Tercier (Harfe), Sirka Schwartz-Uppendieck (Orgel)

für Solostimme und 3 Instrumente
- Im Licht verborgen… (op. 22, 2003). Texte: Wolfgang Weber. UA 5. April 2003 Fürth (Kirche St. Paul). Hanna Eittinger (Mezzosopran), Günter Voit (Bassklarinette), Maria Schalk (Violine), Sirka Schwartz-Uppendieck (Orgel)
- Invokation (op. 35, 2007). Text: Johannes Schaffarczyk. UA 7. November 2007 Fürth (Auferstehungskirche; 44. Fürther Kirchenmusiktage). Hanna Eittinger (Mezzosopran), Simone Späth (Trompete), Axel Dinkelmeyer (Schlagzeug), Sirka Schwartz-Uppendieck (Orgel)

für Solostimme und 4 Instrumente
- Zwei Burlesken (op. 23, 2003). Texte: Wilhelm Busch. UA 7. April 2003 Fürth (Stadttheater). Hayo Keckeis (Sprecher), Daniela Renner (Flöte), Maria Schalk (Violine), Irene von Fritsch (Violoncello), Wolfgang Kohlert (Klavier)

für Solostimme und 5 Instrumente
- Credo op. 36 (2008). Texte: Hubert Holzmann. UA 19. April 2008 Nürnberg (St. Egidien). Renate Kaschmieder (Alt), Sirka Schwartz-Uppendieck (Klavier), Streichquartett „con fuoco“: Céline Wilke, Matthias Merzbacher (Violinen), Jakub Horáček (Viola), Sibylle Geisler (Violoncello), Volker Felgenhauer (Dirigent)

für Solostimme und Orchester
- Das Licht der Sonnenfee (op. 10, 1993). Melodram. Text: Volker Felgenhauer. UA 13. März 1994 Uffenheim (Stadthalle). Axel Axt (Sprecher), Würzburger Kammerorchester, Dirigent: Wolfgang Kurz
- Intrada (op. 39, 2011). Text: Michael Herrschel. UA 23. Oktober 2011 Nürnberg (Paul-Gerhardt-Kirche). Jennifer Lynn Rouse (Sopran), Orchester-Gemeinschaft Nürnberg, Dirigent: Martin Schiffel

für Chor und Orchester
- Epitaph (op. 30, 2006). Trauermusik nach Wolfgang Amadeus Mozart für gemischten Chor (Vokalisen), Orchester und Orgel. UA 11. November 2006 Illertissen (St. Martin)
- Die Worte des Propheten (op. 45, 2019/20). Präludium zum Weihnachtsteil des Oratoriums „Christus“ von Felix Mendelssohn Bartholdy für gemischten Chor und Orchester. UA 4. Dezember 2022 Nürnberg (Paul-Gerhardt-Kirche). Dirigent: Martin Schiffel. - Die drei Sätze „Erwartung“ - „Hoffnung“ - „Erfüllung“ nach Texten des 130. Psalms und aus dem Buch Jesaja spiegeln das bange Warten auf die Ankunft des Herrn wider.

### Orchesterwerke
- Tenebrae (op. 7, 1992) für Streichorchester
- Lontano (op. 12, 1993). UA 18. Mai 1996 Würzburg (Neubaukirche). Würzburger Kammerorchester, Dirigent: Wolfgang Kurz
- ausgesungen… op. 14 (1994). Fragment. UA 31. Oktober 1994 Nürnberg (Meistersingerhalle, Kleiner Saal)
- Choralgesang (op. 19, 1998) für Englischhorn, Harfe und Streichorchester (nach dem Choral Herr, nun laß in Friede von David Behme). UA 11. Mai 1997 Würzburg (Dom). Würzburger Kammerorchester, Dirigent: Wolfgang Kurz
- Témenos (op. 42, 2012). Orchesterskizze nach einem Gemälde von Arnold Böcklin. UA 1. Dezember 2012 Nürnberg (Meistersingerhalle, Kleiner Saal). Orchester-Gemeinschaft Nürnberg, Dirigent: John Lidfors

### Konzertante Werke
Oboe und Orchester
- Pietà (op. 29, 2006). UA 30. März 2006 Erlangen (Neustädter Kirche)

Klavier und Orchester
- Diptychon (op. 40, 2011) für Klavier, Schlagzeug und Streicher. UA 27. November 2011 Fürth (Auferstehungskirche; 48. Fürther Kirchenmusiktage). Solistin: Sirka Schwartz-Uppendieck

### Kammermusik
Orgel solo
- Gregorianische Fresken (op. 6, 1991). UA 1991 Münsterschwarzach (Abteikirche). Dominikus Trautner

Klaviertrio
- Armenische Totenlieder (op. 17, 1996; nach Gedichten von Armin T. Wegner). UA 9. Mai 1997 Wuppertal (Stadtbibliothek; Rheinisches Musikfest). Trio Cascades: Katrina Schulz (Violine), Inka Ehlert (Violoncello), Tatjana Guerassimowa (Klavier)

Streichquartett
- Variationen über das Ende der Welt (op. 38, 2010; nach dem Gedicht Weltende von Else Lasker-Schüler). UA 17. April 2010 Fürth (Auferstehungskirche). Elisen Quartett: Anja Schaller, Maria Schalk, Karoline Hofmann, Irene von Fritsch